# Río Ventisquero (Baker)
El río Ventisquero es un curso natural de agua que nace de los glaciares Pared Norte y Pared Sur, al lado oriental del campo de hielo patagónico norte y fluye con dirección general sureste hasta desembocar en la margen derecha del río Baker, en la Región de Aysén.
En el mapa del IGM aparece con el nombre "Ventisquero", pero Risopatrón lo llama "de los Ventisqueros".

## Trayecto
El mapa de la zona del IGM, pero del año 1945, muestra los poblados de El Saltón, La Quema y La Baja.

## Historia
Luis Risopatrón lo describe en su Diccionario Jeográfico de Chile de 1924:: 925 
Ventisqueros (Rio de los). 47° 35' 73° 07' Nace en poderosas corrientes de hielo, corre hacia el E, arrastra un enorme caudal de aguas turbias i mui correntosas, se vácia en tres brazos i forma una larga serie de bancos e islas de arena i guijarros en la márjen W del rio Baker, inmediatamente al S de El Salto. 111, ii, p. 358 i mapa de Steffen (1909); i 121, p. 47; i Ventisquero en 134; i 156.